# Ferdinand Payan
Ferdinand Payan (Arle, Boques del Roine, 21 d'abril de 1870 - Niça, 17 d'agost de 1961) va ser un ciclista francès, que va córrer durant el primer quart del segle xx. Va prendre part en 8 edicions del Tour de França entre el 1903 i el 1912, sent la seva millor participació la 10a posició aconseguida el 1907.

## Resultats al Tour de França
- 1903. 12è de la classificació general
- 1904. Desqualificat (1a etapa)[2]
- 1906. 12è de la classificació general
- 1907. 10è de la classificació general
- 1908. 24è de la classificació general
- 1909. Abandona (10a etapa)
- 1911. Abandona (6a etapa)
- 1912. Abandona (4a etapa)